# Kanton Lavoûte-Chilhac
Der Kanton Lavoûte-Chilhac war bis 2015 ein französischer Wahlkreis im Arrondissement Brioude, im Département Haute-Loire und in der Region Auvergne; sein Hauptort war Lavoûte-Chilhac.
Der  13 Gemeinden umfassende Kanton Lavoûte-Chilhac war 184,44 km² groß und hatte 2214 Einwohner (Stand: 2012).

## Gemeinden
| Gemeinde               | Einwohner Jahr | Fläche km² | Bevölkerungsdichte | Code INSEE | Postleitzahl |
| ---------------------- | -------------- | ---------- | ------------------ | ---------- | ------------ |
| Ally                   | 149 (2013)     | –          | – Einw./km²        | 43006      | 43380        |
| Arlet                  | 24 (2013)      | –          | – Einw./km²        | 43009      | 43380        |
| Aubazat                | 172 (2013)     | –          | – Einw./km²        | 43011      | 43380        |
| Blassac                | 150 (2013)     | –          | – Einw./km²        | 43031      | 43380        |
| Cerzat                 | 203 (2013)     | –          | – Einw./km²        | 43044      | 43380        |
| Chilhac                | 199 (2013)     | –          | – Einw./km²        | 43070      | 43380        |
| Lavoûte-Chilhac        | 285 (2013)     | –          | – Einw./km²        | 43118      | 43380        |
| Mercœur                | 140 (2013)     | –          | – Einw./km²        | 43133      | 43100        |
| Saint-Austremoine      | 46 (2013)      | –          | – Einw./km²        | 43169      | 43380        |
| Saint-Cirgues          | 152 (2013)     | –          | – Einw./km²        | 43175      | 43380        |
| Saint-Ilpize           | 189 (2013)     | –          | – Einw./km²        | 43195      | 43380        |
| Saint-Privat-du-Dragon | 159 (2013)     | –          | – Einw./km²        | 43222      | 43380        |
| Villeneuve-d’Allier    | 315 (2013)     | –          | – Einw./km²        | 43264      | 43380        |